# Croix-de-Feu
La Croix-de-feu (literalmente «Cruz de Fuego») fue una liga política y organización paramilitar francesa de derechas activa durante el período de entreguerras entre 1927 y 1936 y predecesora del Partido Social Francés.

## Historia

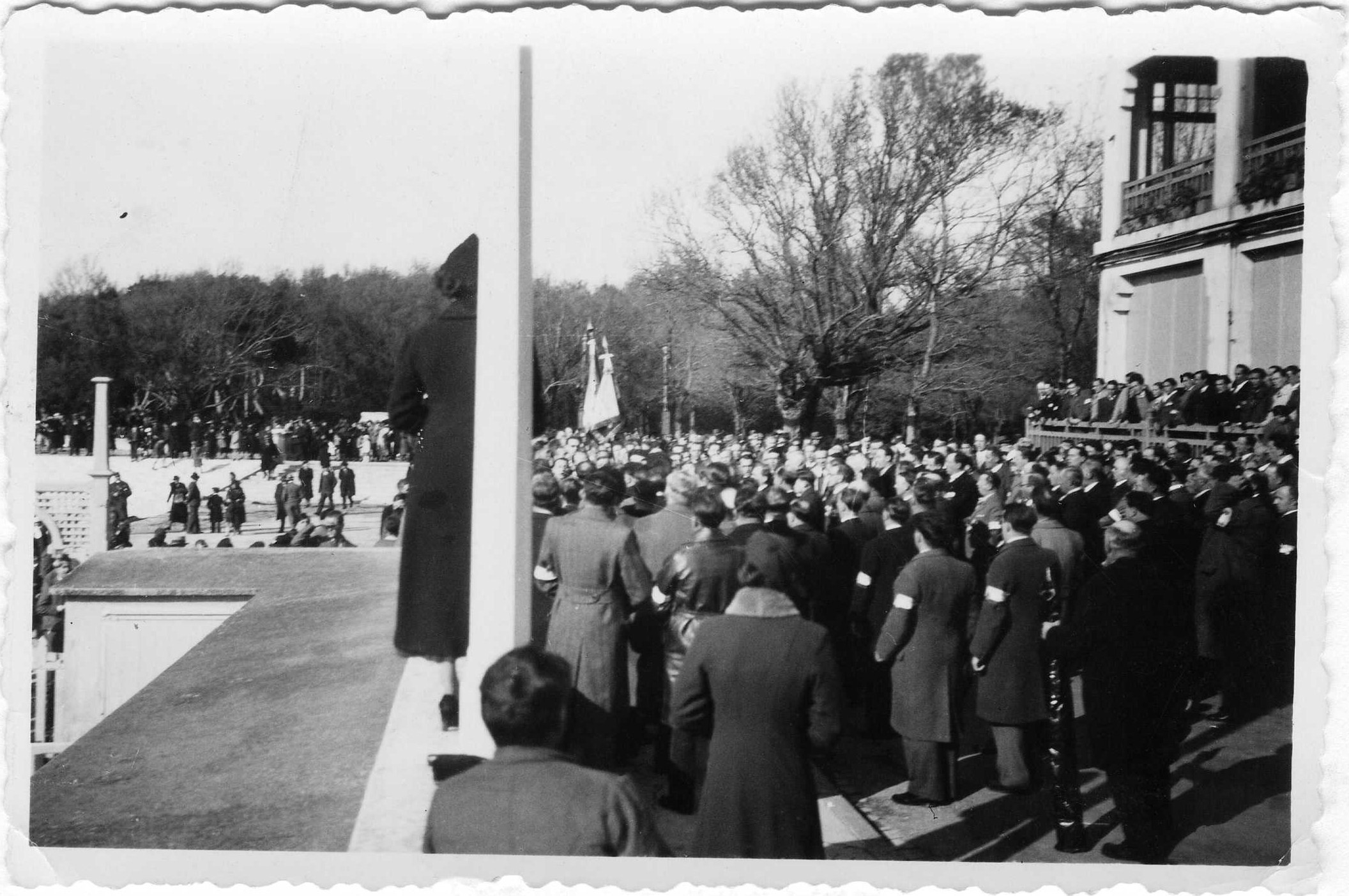
Reunión de miembros de la Croix-de-Feu en 1935 para conmemorar el día del Armisticio

La liga fue fundada el 26 de noviembre de 1927 como asociación de veteranos de la Primera Guerra Mundial por Maurice d'Hartoy. Hacia 1932 François de La Rocque fue elegido presidente de esta. Durante su historia sus militantes —conocidos como «los colas frías» (les froides queues)— llevaron a cabo operaciones paramilitares y participaron (aunque de manera separada, tardía y con menor protagonismo que militantes de otras ligas) en los Disturbios del 6 de febrero de 1934. La membresía de la Croix-de-Feu —que se nutrió principalmente de las clases medias— llegó a alcanzar una cifra de entre 900 000 y 1 000 000 militantes antes de disolverse en julio de 1936 debido a la prohibición de las ligas ocurrida tras la victoria en las urnas del Frente Popular, transformándose entonces en el Partido Social Francés. Contó con una importante proporción de mujeres en su militancia.

## Ideología
Existe debate historiográfico acerca de la calificación como «fascista» de la liga. La Croix-de-Feu, cuyo nacionalismo fue una de sus características más destacadas, amenazó con el uso de violencia política para alcanzar sus fines ya en 1933. Tenían como meta cerrar la brecha abierta entre derecha e izquierda; el sistema con el que responderían al marxismo sería, según el propio partido, «corporativista». El historiador Stanley G. Payne apunta que se trató de una organización de solo un moderado nacionalismo autoritario.